# 1664 az irodalomban
Az 1664. év az irodalomban.

## Új művek
- Megjelenik Gyöngyösi István elbeszélő költeménye, a Marssal társalkodó Murányi Venus, korabeli írásmóddal: Márſal Tárſolkodó Muranyi Venvs (Kassa).
- François de La Rochefoucauld Maximák (Maximes) című aforizmagyűjteményének első kiadása; életében még több, jelentősen bővített kiadás látott napvilágot.

### Dráma
- május 12. – Versailles-ban bemutatják, majd röviddel azután betiltják Molière legismertebb vígjátékát, a Tartuffe-öt (Tartuffe ou l'Imposteur).
- június 20. – Jean Racine első drámája, La Thébaïde ou les Frères ennemis (A testvér-ellenfelek) bemutatója Párzsban.
- John Dryden tragikomédiája: The Rival Ladies (Vetélytársnők).

## Halálozások
- február 8. – Beniczky Péter, a magyar nemesi költészet képviselője  (* 1603)
- július 16. – Andreas Gryphius német barokk szonettköltő és színműíró (* 1616)
- november 18. – Zrínyi Miklós költő, író, a magyar barokk irodalom legjelentősebb alakja; a Szigeti veszedelem szerzője (* 1620)